# تشارلز فلوري
تشارلز فلوري (بالفرنسية: Charles Fleury)‏ هو عازف آلة وترية ‏ فرنسي، ولد في القرن السابع عشر، وتوفي في 1652.

## وصلات خارجية
- تشارلز فلوري على موقع ميوزك برينز (الإنجليزية)